# Лонгбан
59°51′21″ пн. ш. 14°15′51″ сх. д. / 59.85592376831° пн. ш. 14.264050163874° сх. д.
Лонгбан (Långban) — гірничий район у Вермланді у Швеції. Він належить муніципалітету Філіпстад, найближчим містом є Філіпстад, за 21 км на південь. Він систематично видобувався у 1711—1972 рр., Але має сліди з 15 століття. Це батьківщина шведсько-американського винахідника Джона Еріксона та його брата Нільса Еріксона.
Район був описаний як одне з найбільш багатих мінералами місць у світі. У районі виявлено понад 270 різних корисних копалин, і понад 60 з них локалізовані саме у Лангбані. Більшість видобутку корисних копалин виконувались із залізної руди та марганцевої руди, але загалом було виявлено 300 мінералів. Після 1950 р. видобували лише доломіт.
Långbanshyttan — назва сусідньої доменної печі та сусіднього будинку керівника заводу, де народилися брати Нільс та Джон Еріксон. Піч була побудована в 16 столітті і використовувалась до 1933 р. Вона була відремонтована в 1980-83 рр. І сьогодні є туристичною визначною пам'яткою.

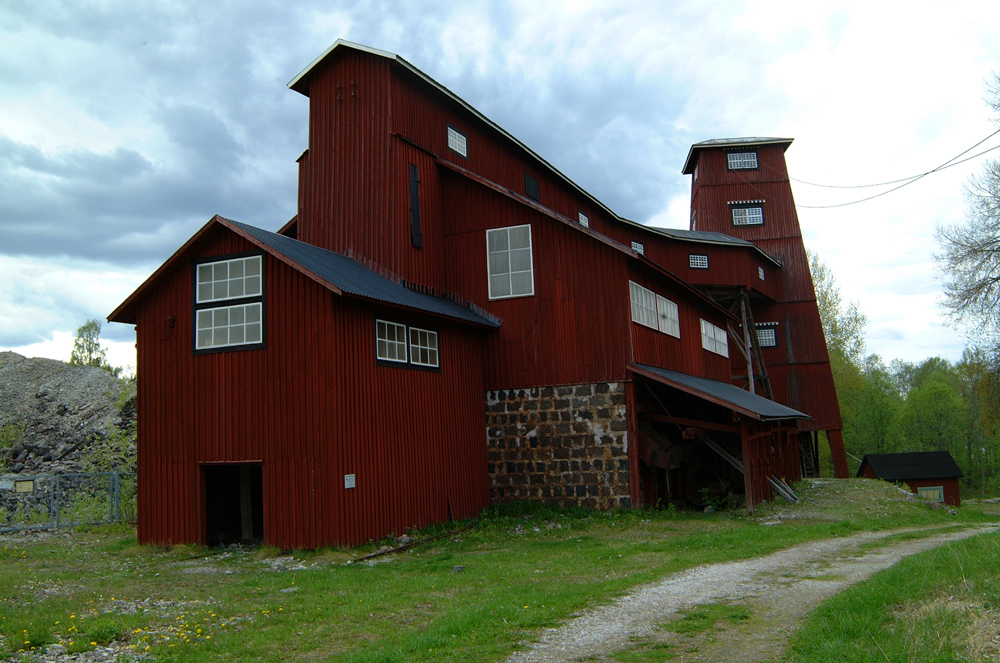
Нова шахта
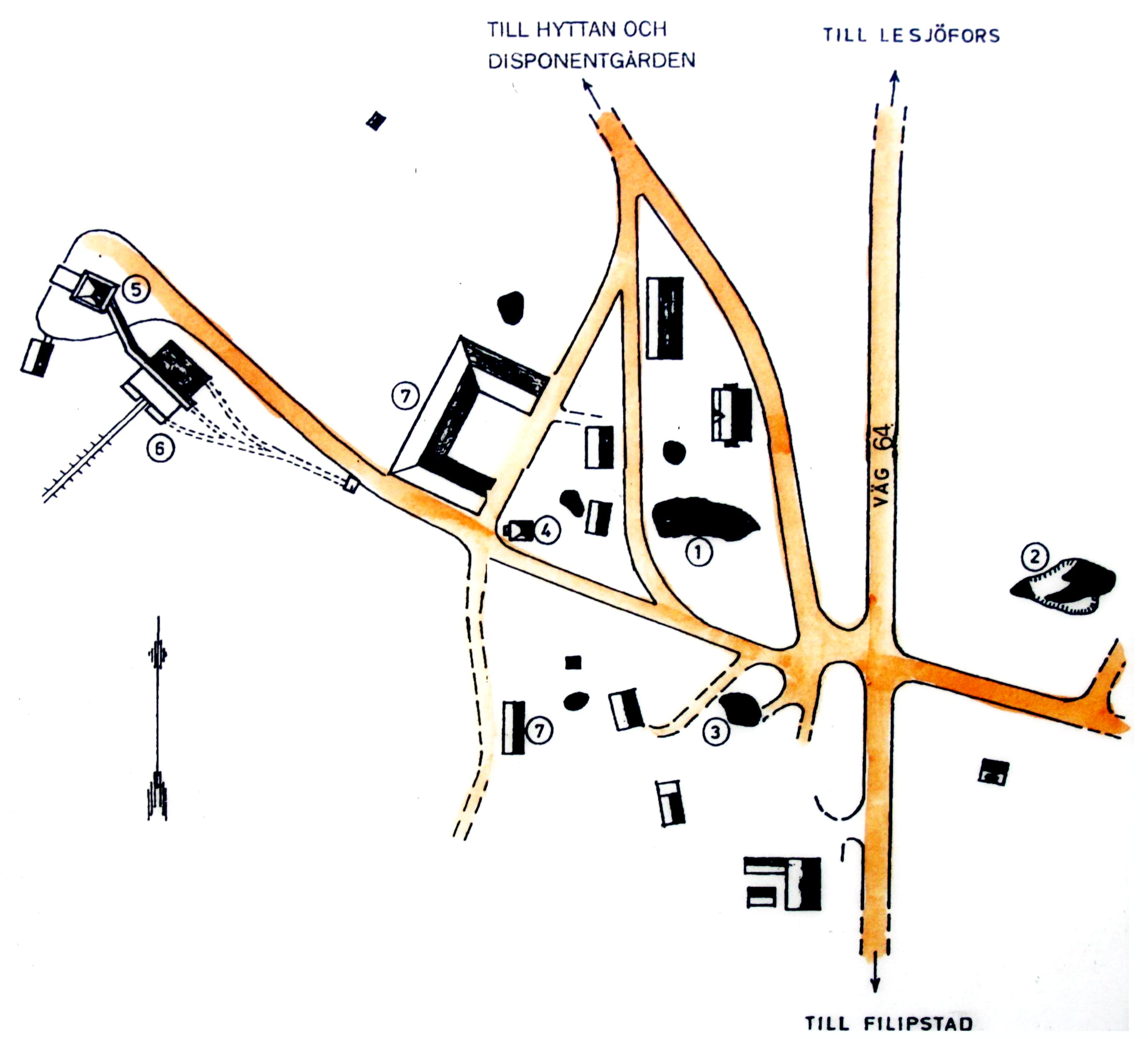
Карта копальні
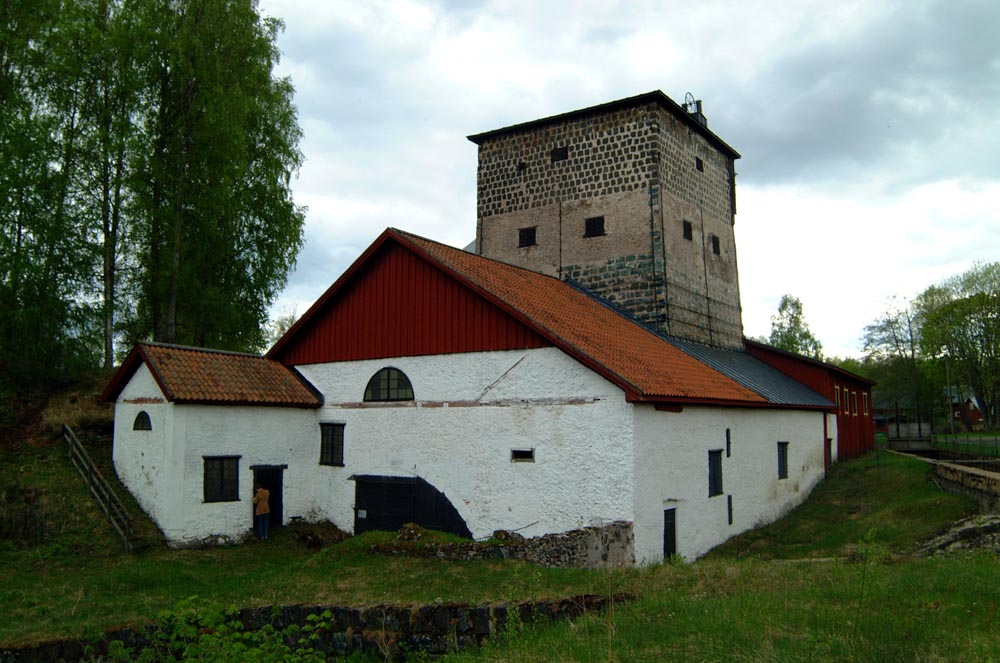
Плавильна піч
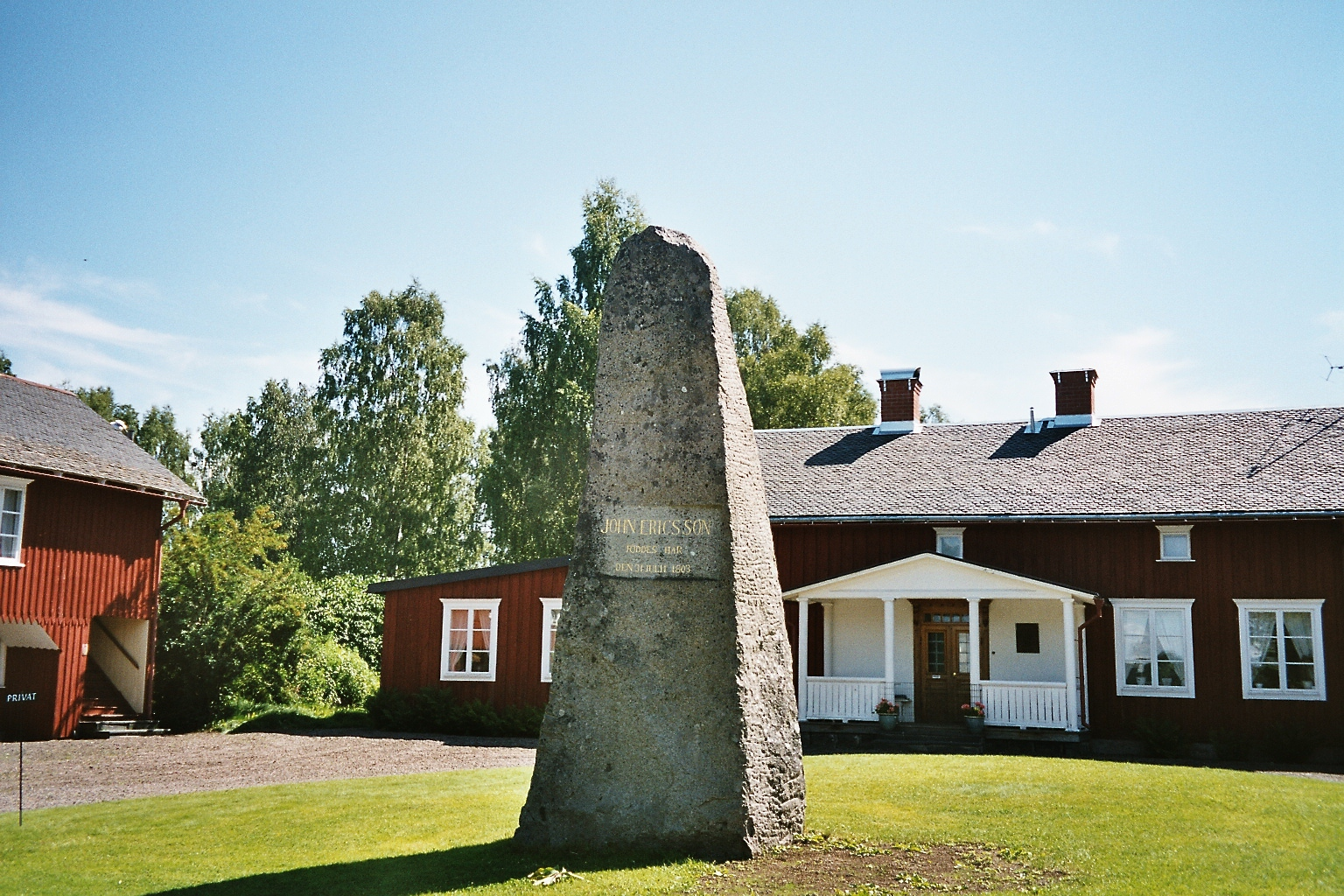
Будинок керівника заводу, де народилися брати Нільс та Джон Еріксон
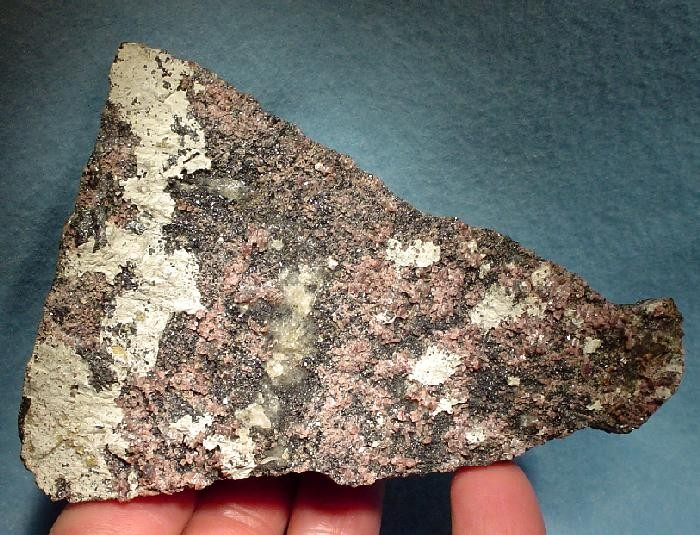
Лонгбаніт (Långbanit)